# Chojna
Pour les articles homonymes, voir Königsberg (homonymie) et Chojna (homonymie).
Chojna (en allemand : Königsberg in der Neumark) est une ville du powiat de Gryfino de la voïvodie de Poméranie-Occidentale, dans le nord-ouest de la Pologne. C'est le chef-lieu de la gmina de Chojna.

## Géographie
La ville est située dans la région historique de la Nouvelle-Marche, près des limites de la Poméranie au nord, à 60 kilomètres au sud de Szczecin. La frontière allemande se trouve à environ 20 kilomètres à l'ouest.

## Histoire

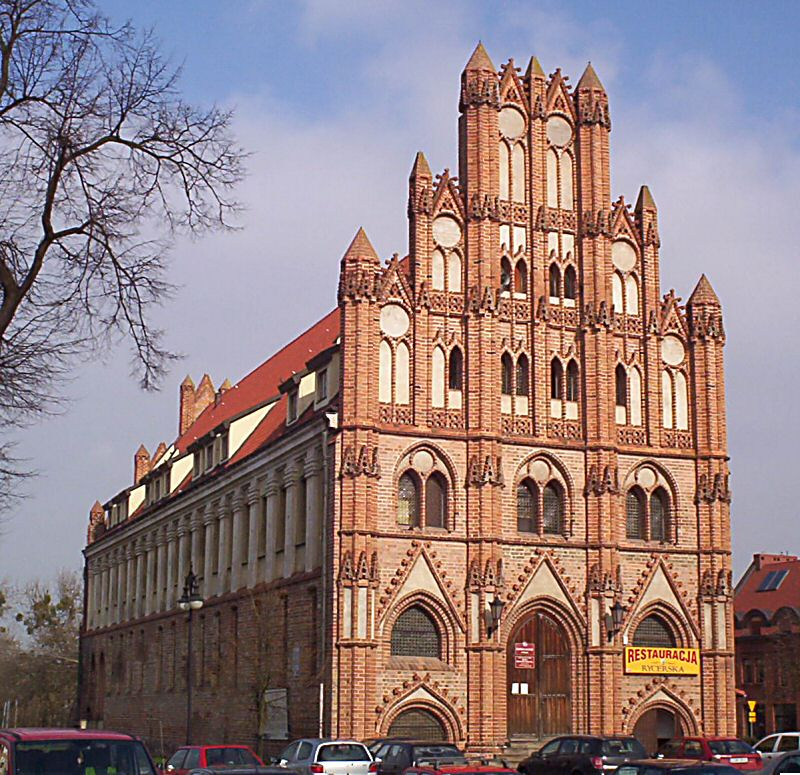
L'ancien hôtel de ville.

À la fin du XIIe siècle, une colonie a été fondée à la place d'un ancien lieu fortifié (*gord) des Slaves. Selon certaines sources, elle a reçu le privilège urbain sous forme du droit de Magdebourg des mains du duc Barnim Ier de Poméranie vers l'an 1200. 
En effet, le lieu de Konigesberge est mentionné pour la première fois dans un acte de 1244. Une dizaine d'années plus tard, la région passe entre les mains les margraves de Brandebourg, soutenus par le roi Ottokar II de Bohême. En 1267, Königsberg obtint le droit de tenir marché ; l'église Sainte-Marie est apparue pour la première fois en 1282. Deux ans après, un couvent des ermites de Saint-Augustin est fondé. 
Au Moyen-Âge tardif, la ville connaît un essor économique. Pendant la peste noire au milieu du XIVe siècle, toutefois, le margrave Louis Ier ordonna un pogrom mené contre les Juifs de Königsberg. Dès 1402, l'ordre Teutonique a régné sur la Nouvelle-Marche. La ville a été assiégée par les hussites en 1433. Finalement, la région fut réintégrée dans la marche de Brandebourg par l'électeur Frédéric II en 1454.

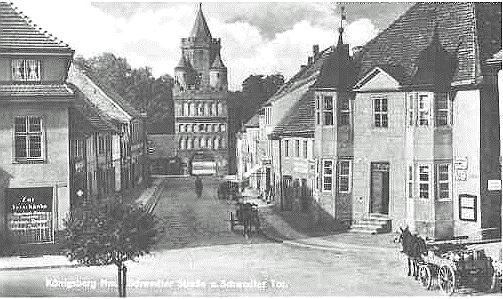
Königsberg vers 1900.

Occupée temporairement par les troupes de Wallenstein et du roi Gustave II Adolphe, la ville subit de graves endommagements pendant la guerre de Trente Ans. Après le congrès de Vienne en 1815, Königsberg fait partie de l'arrondissement de Königsberg-en-Nouvelle-Marche (de) de la province de Brandebourg, incorporée dans le district de Francfort. La ville fut conquise par l'Armée rouge à la fin de la Seconde Guerre mondiale puis rattachée à la république de Pologne. Le centre historique était en grande partie détruit et la population allemande restante fut expulsée.

## Patrimoine
- Église Sainte-Marie.

## Jumelage
La ville fait partie du Douzelage depuis 2004.

## Personnalités
- Carl Friedrich von Beyme (1765-1838), ministre et conseiller d’État prussien ;
- Adalbert Kuhn (1812-1881), philologue et folkloriste.